# Hà tiện

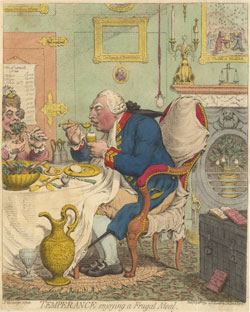
Bản in châm biếm của James Gillray Tính cách Thưởng thức Bữa ăn Thanh đạm. George III được miêu tả với chiếc quần vá và một chiếc ghế bọc vải bảo vệ, ăn một quả trứng luộc đơn giản và sử dụng khăn trải bàn làm khăn ăn. Những bông hoa mùa đông lấp đầy lò sưởi không được đốt.

Hà tiện là phẩm chất của sự tiết kiệm, thận trọng trong việc tiêu thụ các nguồn lực có thể tiêu hao như thực phẩm, thời gian hoặc tiền bạc, và tránh lãng phí, xa hoa hoặc phung phí chúng.
Trong khoa học hành vi, tiết kiệm được định nghĩa là xu hướng có được hàng hóa và dịch vụ một cách hạn chế, và sử dụng một cách tiết kiệm các hàng hóa và dịch vụ kinh tế đã sở hữu, để đạt được mục tiêu dài hạn.

## Chiến lược
Các kỹ thuật tiết kiệm phổ biến bao gồm giảm lãng phí, kiềm chế thói quen sống tốn kém, ngăn chặn sự thỏa mãn tức thì bằng cách tự kiềm chế tài chính, tìm kiếm hiệu quả, tránh các bẫy tài chính, bất chấp các chuẩn mực xã hội đắt đỏ, phát hiện và tránh các quảng cáo lôi kéo, áp dụng các lựa chọn miễn phí, sử dụng hàng đổi hàng, và nắm được thông tin đầy đủ về hoàn cảnh địa phương và cả thực tế thị trường và sản phẩm / dịch vụ. Tiết kiệm có thể góp phần vào sức khỏe bằng cách khiến mọi người tránh những sản phẩm vừa đắt tiền vừa không tốt cho sức khỏe khi sử dụng quá mức. Sống thanh đạm chủ yếu được một số người áp dụng nhằm mục đích cắt giảm chi phí, có nhiều tiền hơn và tận dụng tối đa tiền của họ nhất có thể.

## Triết lý
Trong bối cảnh của một số hệ thống niềm tin, tiết kiệm là một triết lý trong đó người ta không tin tưởng (hoặc cảnh giác sâu sắc với) kiến thức "chuyên gia" từ thị trường thương mại hoặc văn hóa doanh nghiệp, cho rằng mình biết hết những gì thuộc về kinh tế, vật chất hoặc tinh thần. lợi ích của cá nhân mình.
Các cộng đồng tinh thần khác nhau coi tiết kiệm là một đức tính tốt hoặc một kỷ luật tinh thần. Hội Bạn bè Tôn giáo và Thanh giáo là những ví dụ về những nhóm như vậy. Triết lý cơ bản đằng sau điều này là ý tưởng rằng mọi người nên tiết kiệm tiền để phân bổ nó cho các mục đích từ thiện hơn, chẳng hạn như giúp đỡ người khác đang gặp khó khăn.
Cũng có những nhà bảo vệ môi trường coi tiết kiệm là một đức tính tốt  qua đó con người có thể tận dụng các kỹ năng của tổ tiên để săn bắn hái lượm, mang theo ít và cần ít, và tìm kiếm ý nghĩa trong tự nhiên thay vì các quy ước hoặc tôn giáo do con người tạo ra. Henry David Thoreau thể hiện một triết lý tương tự trong tác phẩm Walden, với niềm đam mê tự lập và sở hữu tối thiểu trong khi sống giản dị trong rừng.